# 三家子村
三家子村（穆麟德轉寫：ilan boo，汉字转写：“伊兰孛”“伊兰包”“依兰包”，穆麟德轉寫：ilan boo i gašan，汉字转写：“伊兰包易嘎山”，穆麟德轉寫：ilan boo tokso，汉字转写：“伊兰包掏克索”）是中华人民共和国黑龙江省齐齐哈尔市富裕县友谊达斡尔族满族柯尔克孜族乡下属的一个村级行政区。坐落于齐齐哈尔市区的东北，富裕县富裕镇西南22公里处。主体民族为汉族，境内聚居满族、达斡尔族、柯尔克孜族等少数民族，其中以满族为主，是一个满族民族聚居乡。境内因有最后操满语的十多个老人聚居而闻名于语言学界。享有「满语活化石」的美誉。近年来，为了拯救濒危的满语以避免彻底灭亡，村政府在中国内外的满语爱好者及友人的资助下成立了三家子满语学校，向下一代传授满语满文及满族文化的精髓。
“三家子”名称源于原来境内的三大满族家氏：孟、陶、计。对于村民来源，有多种说法，主流说法是他们是齐齐哈尔水师营营丁后裔，祖先由吉林宁古塔随副都统萨布素来此地驻守，而齐齐哈尔水师营兵丁多来源于南方省份流入东北的汉族民众。故有观点认为他们是清代满洲化汉族流人与营丁融合后的后代。民国后，与汉军旗人一样认同满族人身份。近年来，对村民来源的另一种说法是，他们是八旗披甲人及其家属后裔。亦或认为是因与水师营营丁有关而混淆的伊彻满洲（新满洲）。